# Psidium ovale
Psidium ovale är en myrtenväxtart som först beskrevs av Spreng., och fick sitt nu gällande namn av Karl Ewald Maximilian Burret. Psidium ovale ingår i släktet Psidium och familjen myrtenväxter. Inga underarter finns listade i Catalogue of Life.